# 馬里恩市機場撞機事故
馬里恩市機場撞機事故在2018年4月2日於美國印第安納州馬里恩市機場發生，造成2人死亡。

## 事件經過
小型飛機於當日下午5點9分起飛，卻撞上一架正要降落的噴射機。小型飛機被撞至幾乎報銷，墜毀起火，機上的兩名乘客全數罹難。而噴射機的機尾被撞斷，機上的5名乘客目前受傷狀況不明。而當局獲報後於5點30分趕抵現場。

## 調查
美國聯邦航空總署表示該機場沒有設置塔台，因此飛機起降全靠機長用無線電溝通。當局暫時認為可能因此而導致意外發生。目前美國國家運輸安全委員會正調查事件詳細起因。
2020年4月13日，美国国家运输安全委员会公布了事故最终报告，指出事故原因为两机机组在相交的跑道上交会时未能做到看见和识别。促成因素为喷气机的飞行员并未监听机场的 Traffic Advisory 频率，以及已知的低能见度和雾霾天气。

## 類似事故
- 特内里費空難：1977年3月27日在特內里費北部機場跑道發生的撞機事件，致583人遇難。
- 連尼治機場空難：2001年10月8日在米蘭連尼治機場發生的跑道撞機事件，118人遇難。
- 全日空25號班機空難 (1960年)：1960年3月16日在名古屋飛行場發生的民航機與軍機相撞事故，3人遇難。
- 1983年桂林奇峰嶺機場撞機事件